# Knooppunt Kerensheide
Knooppunt Kerensheide is een Nederlands verkeersknooppunt voor de aansluiting van de autosnelwegen A2 en A76, tussen Stein en Geleen. Kerensheide is een voorbeeld van een klaverturbine. In de jaren 60 zijn de eerste delen van het knooppunt aangelegd. Het knooppunt heeft de vorm van een volledig klaverblad gekregen in 1973. In 2011 en 2012 werd het knooppunt uitgebreid met een twee rijstroken brede fly-over voor het verkeer vanuit Eindhoven/Roermond richting Heerlen. In omgekeerde richting werd eveneens een tweede rijstrook op de bestaande verbindingsboog gerealiseerd. Rondom het knooppunt is chemisch industrieterrein Chemelot gevestigd.
Het knooppunt is vernoemd naar de wijk Kerensheide, gelegen in Stein. Deze plaats is te bereiken middels een afrit, die in het knooppunt geïntegreerd is en slechts te nemen is door verkeer vanuit de richting Heerlen/Aken. Automobilisten dienen op het knooppunt de richting Eindhoven/Amsterdam aan te houden, waarna zij halverwege de bypass naar de A2 aansluiting 1a Stein kunnen nemen. Op de foto is de afrit te zien in de linkerbenedenhoek.

## Richtingen knooppunt
| Aansluitende wegen                   | Aansluitende wegen                                | Aansluitende wegen                                          | Aansluitende wegen | Aansluitende wegen |
| ------------------------------------ | ------------------------------------------------- | ----------------------------------------------------------- | ------------------ | ------------------ |
|                                      |                                                   | richting Eindhoven / 's-Hertogenbosch / Utrecht / Amsterdam |                    |                    |
|                                      |                                                   |                                                             |                    |                    |
| richting Maasmechelen (B) / Genk (B) | richting Geleen / Heerlen / Bocholtz / Keulen (D) |                                                             |                    |                    |
|                                      |                                                   |                                                             |                    |                    |
|                                      |                                                   | richting Maastricht / Luik (B)                              |                    |                    |

Almere · Amstel · Arnestein · Assen · Azelo · Badhoevedorp · Bankhoef · Batadorp · Beekbergen · Benelux · Beverwijk · Bodegraven ·  Boterdiep ·  Buren · Burgerveen · Coenplein · De Baars · De Hoek · De Hogt · De Nieuwe Meer · De Poel · De Punt · De Stok · Deil · Diemen · Drachten · Drie Klauwen · Eemnes · Ekkersweijer · Emmeloord · Empel · Euvelgunne · Everdingen · Ewijk · Galder · Gooimeer · Gorinchem · Gouwe · Grijsoord · Hattemerbroek · Heerenveen · Hellegatsplein · Het Vonderen · Hintham · Hoevelaken · Hofvliet · Holendrecht · Holsloot · Hoogeveen · Hooipolder · IJmuiden (niet officieel) · Joure · Julianaplein · Kerensheide · Kethelplein · Klaverpolder · Kleinpolderplein · Kooimeer · Kruisdonk · Kunderberg · Lankhorst · Leenderheide · Lunetten · Maanderbroek · Markiezaat · Muiderberg · Neerbosch · Noordhoek · Ommedijk · Oud-Dijk · Oudenrijn · Paalgraven · Princeville · Prins Clausplein · Raasdorp ·  Reitdiep ·  Ressen · Ridderkerk · Rijkevoort · Rijnsweerd · Rottepolderplein · Rozenburg · Sabina · Sint-Annabosch · Stelleplas · Slufter · Ten Esschen · Terbregseplein · Tiglia · Vaanplein · Valburg · Velperbroek · Velsen · Vlaardingen · Vught · Waterberg · Watergraafsmeer · Werpsterhoek · Westerlee · Ypenburg · Zaandam · Zaarderheiken · Zonzeel · Zoomland · Zuidbroek · Zurich

Geplande knooppunten:
De Liemers · Zestienhoven

Voormalige knooppunten:
Bocholtz · Ekkersrijt · Europaplein (Groningen) · Europaplein (Maastricht) · Lindenholt